# 方先觉
方先覺（1903年11月22日—1983年3月3日），字子珊。抗日戰爭時期中國抗日將領，黃埔軍校第三期步兵科畢業，中華民國陸軍二级上将。江苏省萧县欄杆區方家寨（今安徽省宿州市埇桥区栏杆镇方家寨）人。帶領國民革命軍第十軍堅守衡陽四十七天，内外交困，衡阳城破后被俘(該師倖存戰士吳文次說法)，三月后逃抵重庆，為抗日戰爭立下汗馬功勞，榮獲青天白日勳章。曾任國民革命軍第十軍軍長、集團軍副總司令、第一軍團副司令、聯合勤務總司令研究督察主任委員、澎湖防衛副司令官等等。 1945年2月，方先覺所率第十軍所屬各師師長均獲頒中華民國青天白日勳章，使得第十軍成為中華民國建軍至今唯一一個師長以上將官共獲得四座中華民國青天白日勳章的部隊。第一屆（1947）國民大會江蘇省代表。
1949年至台灣擔任軍職，曾任澎湖防衛司令部副司令官、第一軍團副司令、聯合勤務總司令部研究督察委員會主任委員等職，1968年，方先覺退役，1983年在台北病逝。 （页面存档备份，存于）

## 生平
1903年11月22日出生于江苏省萧县栏杆区方家寨（今安徽省宿州市埇桥区栏杆镇方家寨）一个乡绅家庭。幼年在家乡读书。 民国六年（1917年9月），考入萧县第四高等小学，三年后考入徐州中学，并立志成为一名律师。
民国十三年（1924年9月），方先觉在考入上海法政大学法律系后接触到了三民主义，并逐渐萌生了革命思想。时黄埔军校以一期毕业生王仲廉为招生委员赴上海秘密招生，方先觉得此消息后遂决定投笔从戎。
民国十四年（1925年1月），方先觉经过考试成为了军校第三期入伍生总队第1营的一名入伍生。时总队长王懋功，总队附张治中，第1营营长则是今后成为方先觉老长官的陈继承。在经过半年的入伍生训练之后，方先觉升为正式军校学生，编入步兵第2大队（大队长陈复）第5队（代队长李强）。值得一提的是，在同队同学中方先觉最早晋阶为军长，其余官至将军的还有陳希平、孫啟人、夏季屏、高致嵩、张廷玉等人。11月，任第3师第9团侦察队少尉见习官，见习期满后改任中尉排长。自排长開始晋升至军长、集团军副总司令。抗战期间曾参加台儿庄会战、长沙会战、衡阳保卫战，於衡阳守城四十七日，戰力不支而向日军談判投降并被俘虏，但拒絕橫山勇授與「先和军司令」职位，后逃歸，又曾在陆军大学乙级将官班第四期学习。1949年后到台湾，曾任澎湖防卫司令部副司令官、第一军团副司令、联合勤务总司令部研究督察委员会主任委员等职。1968年退役，后在家修身養性，勤習書畫。1983年3月3日，方先覺因心肌梗塞去世在台北市，享年81。

## 军旅生涯

### 北伐时期
民国十五年（1926年8月），方先觉得到团长卫立煌的推荐，被调到第1军宪兵第3连担任上尉连长。三个月后又被调到第20师，担任补充团（团长卢权）第3营第9连上尉连长。
民国十六年（1927年5月），第20师补充团改称新编第1师第1团，第9连也随之改为该师第1团第3营第9连，方仍任连长。9月26日，方先觉被提拔为第3营少校营长。南昌暴動三河坝战役中，方先觉随32军部队向叛军据守的三河坝发起猛烈进攻。10月1日，新编第1师和第20师相互配合开始强渡韩江，但几次强攻都被叛军击退。3日，方先觉所在的第1团在浓雾的掩护下偷渡韩江成功，随后掩护后继部队渡江，并对叛军占据的主阵地笔枝山发起猛烈进攻，于入夜后全部占领三河坝。
民国十七年（1928年2月），新编第1师改称第69师，方先觉所在的部队改称第205团第3营，方仍任营长。同年4月，方随军移驻上海，仍旧执行担负地方治安的任务。同年8月，第69师被缩编为第3师第8旅，方改任第15团第1营少校营长，并随军移驻苏州。

### 蒋桂战争
民国十八年（1929年11月），粤桂战争爆发时，方先觉随部开赴广东三水，配合友军抵御桂军的侵犯，并顺利完成作战任务。
民国十九年（1930年2月），被卫立煌任命为第134旅第269团第1营少校营长。中原大战爆发后，方一度于6月随部移驻归德，接替友军防务。10月战事结束，第45师又回驻蚌埠。

### 抗战
民国二十年（1931年6月28日）第45师奉命改称第10师，方先覺所在的部队也随之改番号为第30旅第59团第1营，方仍任营长。这个时候，军委會擬將第10师按照军校教导师的德式教育方式来训练，便调教导第1师副师长白兆琮来第10师任副师长。
白氏到任后立即开办一个干部训练班，他准备从军官入手，逐步训练第10师官兵。方先覺参加干部訓練，并接受了新颖的德式操练，这对他今后能将预备第10师乃至第10军训练成战斗力强劲的部队有着直接影响。10月第10师独立旅扩编为第83师，方先覺被调升为第83师補充團中校團副。
民國二十一年（1932年1月）淞滬戰爭爆发后，第83师被紧急调往浙江下浦布防，以备日军南下。6月，第83师奉命开赴湖北花园、孝感集结，并于同年8月间投入到对红军鄂豫皖根据地第四次围剿的作战中。方先觉所在的补充团在这次进攻中作为预备队使用，曾配合友军第10师攻占黄安、金家寨等地。9月，方又随部投入到追击撤离鄂豫皖苏区的红军作战之中。10月20日，方先觉随部开赴随县休整。
民國二十二年（1933年3月）日军侵犯热河時，方先覺随第83师北上参战。4月25日黄昏，第83师接替南天门中央陣地。从26日日軍發起猛烈進攻开始，方先覺在阵地上浴血奋戰坚守不退，于28日因受重伤而离开前线，被送往北平医院救治。方先覺傷愈后又于12月随83师南下进攻在福建自立政府的第19路军。仙游一战，方身先士卒，突破敵軍張君嵩部防线，受到了师长刘戡的嘉奖。福建事变平息后，方随部长驻福建泰宁。
民国二十四年（1935年6月17日），方先觉被叙任为陆军步兵少校。10月入中央军校高等教育班第四期学习。
民国二十五年（1936年8月）毕业后调往第3师（師長李玉堂）补充团担任团长。由于方对补充团实施的德式训练成绩名列全师之首，逐渐得到了李的器重。10月2日，方先觉晋任为陆军步兵中校。
民国二十六年（1937年7月），抗战全面爆发，第3师奉调上海参战。方先觉的补充团于10月中旬抵达上海，奉命配合友军第36师担负苏州河南岸防务，11月5日起于虹桥机场至七宝镇一线构筑防御工事，同时奉命收拢从前线溃退的败兵。11月9日方团随部撤离战场，开赴苏州以北集结，旋调往汉口休整。
民国二十七年（1938年1月）方先觉调任第9旅（旅长胡蕴山）第16团团长。5月，方团随部调往第5战区，在邳县以东、郯城西南地区阻击日军，后又调到徐州以西掩护战区主力后撤。6月8日军委会以第3师为基础组建第8军，师长李玉堂升任第8军军长，方先觉也随之升任第3师（师长赵锡田）第9旅（旅长胡蕴山）副旅长，时第9旅担负九江防务。
7月24日，方先觉随部担负鸦雀山阵地的守备任务，以掩护友军第27军团侧翼。25日，日军对第9旅阵地发起猛烈进攻，方于前线指挥作战时接连三处负伤，遂被送往野战医院救治。10月方先觉伤愈归队。
在组建的预备第10师调动中被提升为预10师少将副师长。方先觉到任后，再次发挥其训练特长，他针对部队军官素质差、部队战斗力弱的情况，在蒋超雄的支持下对部队进行了大幅度改组。首先他将部队里连以上军官逐次替换为受正规军事教育的军校毕业生和有作战经验的伤愈士官，随后对部队施以德式操练，加紧训练严整军纪，使全师面貌大为改观。同时他还建议师部设立军乐队，以丰富部队官兵的业余生活。
民国二十八年（1939年3月）南昌沦陷后，驻防于抚河东岸的预10师奉命策应友军反攻南昌。4月21日，副师长方先觉亲率所属第28团（团长葛先才）在赣江以东发起进攻，并于24日攻占西凉山，完成作战任务。四天后，方将防务移交友军后撤回原防。同年12月，预10师参加冬季攻势，并在青阳与贵池间的陈家大山与日军展开了激烈的争夺战。当时师长蒋超雄决定将部队分成两路抢占山头，其中左路由蒋亲自指挥，右路由方指挥。
12月16日入夜，预10师按照原计划实施进攻，方先觉率领的右路部队成功夺取了陈家大山右侧高峰，但由于左路进攻失利，致使右翼受到日军威胁，方先觉指挥所部在阵地坚守五昼夜，因损失过重被迫放弃阵地，退往歙县整补。战后，师长蒋超雄被追究责任撤职查办，由方先觉升任师长。
民国二十九年（1940年5月），预10师编入新组建的第10军序列，并开赴湖南沅陵整训。一年后长沙会战爆发，预10师奉命于9月开赴长沙东以北的金井布防，以阻击进犯之日军。9月25日凌晨，刚刚在前一天深夜抵达战场的预10师遭到日军第3师团一部的猛烈进攻。方先觉指挥所部顽强阻击，但在日军优势火力的猛烈轰炸下损失惨重，战至26日，预10师伤亡近半，第30团阵地被日军突破。与此同时，第10军所属其余两师阵地也先后被日军突破，军长李玉堂被迫下令所属各部撤往榔梨市集结。第二次长沙会战结束后，军委会追究金井失守的责任，李玉堂被撤职查办，方先觉受记过处分，所属第30团团长田琳也因丢失阵被撤职。
民国三十年（1941年12月）日军第三次向长沙进犯，预10师被列入了固守长沙部队的序列之中。12月30日，方根据第10军军部制订的作战方案，率部开赴长沙城南构筑防御工事。他在召开师部会议时先表达了固守长沙的决心，随后决定将师部放在妙高峰南城墙后，以所属第29团构筑三个坚固据点担负一线防务，第30团为二线预备队，第28团则担负南城墙防务。日军在1月1日的进攻失败后，又在2日和3日接连发起猛烈进攻。面对日军的凌厉攻势，一线守军的两个团遭到惨重损失，阵地接连丢失。葛、李两团在退到长沙城南门外的修械所高地后，终于将日军击退。但此时29团损失过半，30团则仅剩58人了。所幸在1月4日凌晨，日军第3师团发现有被各路中国援军包围的危险之后，被迫下令撤退，长沙之围遂解。方先觉所在的第10军坚守长沙不退，是促成第三次长沙会战大捷的重要因素。战后，虽被撤职但仍指挥第10军的李玉堂升任第27集团军副总司令，而在长沙作战中出力最多的方先觉于1942年3月28日被提拔为第10军军长（副军长余锦源，参谋长容有略，第3师师长周庆祥，第190师师长朱岳，预备第10师师长孙明瑾）。同年9月8日军委会为了嘉奖防守长沙有功的将领和部队，授予方先觉等三位师长四等宝鼎勋章，预备第10师也于同日获颁荣誉旗。
民国三十二年（1943年11月），第10军奉军事委员会之命驰援常德友军。11月25日第10军渡过资水，此时方先觉根据敌情判断，日军有抢占德山的可能。如德山被占，则第10军增援常德友军之路被阻，势必影响全局。为此，方先觉决定以所属第3师为右路先行抢占德山，预10师为左路向常德南站推进，第190师则为军预备队随后跟进。26日，周庆祥的第3师被日军阻于兴隆店前进不得，方先觉闻讯亲率军部进至兴隆店督战。第3师终于在30日突进至德山，随后周庆祥派遣第7团向南站前进，但并未如期见到预10师。原来预10师于28日进至赵家桥后即遭到日军阻击，该师高级指挥官非死即伤，师长孙明瑾、参谋主任陈飞龙阵亡，副师长葛先才、参谋长何竹本以及两名团长负重伤，一名团长失踪。失去指挥且已丧失作战能力的预10师被迫在副师长李拔夫的收容下退出了战斗。方先觉曾命令第190师火速增援预10师，却因薛岳的干涉，遭到师长朱岳的拒绝。预10师的失败使突进到南站的第3师一个团孤军奋战，于12月1日被迫退回德山。12月7日，执行薛岳命令的第190师以惨重代价突进至石门桥，但在德山苦战的第3师早已在两天前接应第57师残部向西南方突围而去了。
一个月后，方先觉在南岳衡山的南坡上为阵亡师长孙明瑾召开了隆重的追悼大会，并在孙氏灵柩下葬时，亲拉绳索，将灵柩放到井下，随后又在孙师长灵柩前宣誓“杀尽日寇为死难军民报仇”。由于薛岳越级指挥第190师，直接破坏了方先觉制订的作战计划，且使第3师和预10师都遭到惨重损失，为此方先觉多次与薛岳发生争吵。薛岳见方以下犯上，便以增援常德不利，将其撤职，另委其亲信方日英接掌第10军。此事遭到第10军官兵一致抗议，前任军长李玉堂为保方先觉，更是直接将10军的实际作战情况上报至军委会。经过军委会调查，肯定了第10军 在常德会战中所作的贡献，委员长蒋中正还特送方先觉一匾，题词“忠义表天地”。
民国三十三年（1944年5月），日军为打通大陆交通线，在湖南地区发起了长衡会战。第10军担负起了保卫衡阳的重任。薛岳为增强第10军的战斗力，将驻防衡阳机场的暂编第54师拨归方先觉指挥，方先觉在受领坚守衡阳的任务之后，即对所属四个师做出了部署，位于湘江以东的190师和暂54师全部撤入衡阳，随后以所属第3师防守衡阳西北部（其中一团留置衡山），预备第10师防守衡阳西郊，第190师防守衡阳南郊，暂54师防守衡阳北郊。部署完毕后，还特邀衡阳新闻界巡视全城，表示死守衡阳城的决心。6月28日拂晓，日军集中第68师团、第116师团主力开始发起猛烈进攻。经五天激战，进攻的日军第68师团攻克了张家山阵地，但其余各处皆无进展，日军第11军司令官横山勇为重组战力，下达了停止进攻的命令。7月6日，接到务必再坚持两星期，以配合外围友军将进攻的日军包围歼灭的命令，方先觉组织留置于衡山的第3师第8团归建，以增加防守兵力。鉴于日军攻击重点在城西南郊，所以除预10师防线不变外，命令第3师主力南移，在天马山、岳屏山、接龙山、五桂岭高地构筑二线阵地，第3师所留防务除一部由所留之第7团担负外，全部移交第190师接替，湘江西岸的警戒则以暂54师和190师分别负责。
7月11日，日军第68、第116两个师团第二次对衡阳发起进攻。第10军官兵坚持至15日，多处阵线被突破。方先觉命令预10师师长葛先才放弃第一线阵地，全部退入第3师构筑的二线阵地，并与第3师协同防守。由于第10军的防御正面缩小，其防守强度和火力密度反得到增强。横山勇在19日第二次下达了停止进攻的命令。第10军的补给线，随着日军控制区域的加强和重火力的压制，被切断，空军的空投物资大部分落入了日军阵地。7月27日和8月2日两天中，空军曾两次空投委员长蒋中正援军必达的手令。8月4日，日军发起第三次进攻。8月5日，日军第58师团的投入战斗。当天下午三点，方先觉在中央银行召开了最后一次军事会议，并就第10军的出路问题做了讨论。8月6日，日军第58师团突破190师阵地。此时第10军所部已于衡阳坚守四十余日，第3师师长周庆祥来到军部，向方先觉提出了停战的想法。方先觉表示同意周的意见。正当停战事宜准备之时，8月7日凌晨，日军在经过长达两小时的猛烈轰炸后发起了总攻，守军阵地大部被毁，五桂岭、接龙山阵地先后失守。中午时分，日军突入城内，第10军官兵仍在一片废墟中坚持作战。预10师28团团长曾京带着一些士兵跑到军部，想保护方先觉突围，但被其拒绝。方在命令曾京重返阵地继续作战后，下令解散军部，并拔出右边腰后的左轮手枪，对着自己的太阳穴扣动了扳机。就在此时，方的行为引起了副官王泽洪的注意，他立即飞身上前打其手臂，子弹向斜上方穿过屋顶而出。入夜后，方先觉派遣参谋长孙鸣玉、副官处长张广宽为代表，前往天马山方向寻找日军指挥官联系停战事宜。
8月8日凌晨，日军第11军司令部派遣情报参谋竹内实孝少佐，前往第10军军部接洽停战。方先觉回复第10军绝无投降之意，同时还提出“保证生存官兵安全，并让他们休息；收容伤兵，并郑重埋葬阵亡官兵”的要求。竹内参谋则表示日军对第10军官兵的敬意，并同意方提出的要求。四时许，方先觉、周庆祥、容有略、葛先才、饶少伟等人被日军第68师团士兵送到位于五桂岭的第68师团部后，方先觉再次提出救治第10军负伤官兵的要求，却被师团长堤三树男以缺乏医疗用品为由拒绝。8月8日下午十三时，方先觉等高级将领被日军拘押于城外天主教堂内，日军随即又强迫要求方先觉等人组建“先和军”，并任命方为军长，周庆祥、葛先才、容有略、饶少伟分任第1、第2、第3、第4师师长。11月19日，被囚禁达3个月之久的方先觉，在伪衡阳县自卫司令王伟能等人的帮助下逃出了日军的势力范围，随后又经第19师派队护送，顺利抵达了重庆。抵达重庆后，被任命为第36集团军中将副总司令，并受到了重庆各界人的热烈欢迎，各大报纸亦争先报道方氏脱险经过。

### 衡阳保卫战
1944年6月22日到1944年8月8日之间，方先觉將軍率领中華民國國民革命軍第十軍进行的衡阳保卫战，被日方称为「中日八年作戰中，唯一苦難而值得紀念的攻城之戰」。
國民革命軍第十軍以攻城日军十分之一的兵力守城四十七天，最终敌我死伤比例三比一。在寡不敌众又久未得到援助的情况下，方以“保证生存官兵安全，保证伤兵得到救治”为条件与日军谈判停战。在衡陽之役結束後，12月30日，重庆为方先覺歸來召开大规模欢迎会，但衡阳保卫战后投降日军，受到来自左翼人士的批評，1945年2月，方先覺所率第十軍所屬各師師長均獲頒中華民國青天白日勳章，使得第十軍成為中華民國建軍至今唯一一個師長以上將官共獲得四座中華民國青天白日勳章的部隊。1945年5月10日，国民党召开六大，大會代表王昆侖公開質疑方先覺的所做所為，受到其他大會代表的圍攻。
根據喬家才著《戴笠將軍和他的同志》記載，方先覺當時被日軍單獨拘禁在天主堂，國民政府軍事委員會調查統計局（軍統局）遂發動一次搶救行動，成功將方先覺救出。中華民國政府皆以「方先覺於衡陽會戰中力戰被俘」記載於官方紀錄。

## 主要成就

### 保卫长沙
1941年，长沙会战爆发，方先觉率预10师奉命于9月开赴长沙东以北的金井布防，阻击进犯日军。12月30日，方根据第10军军部制订的作战方案，率部开赴长沙城南构筑防御工事。方先觉所在的第10军坚守长沙不退，是促成第三次长沙会战大捷的重要因素。战后方先觉于1942年3月28日被提拔为第10军军长。同年9月8日军委会为了嘉奖防守长沙有功的将领和部队，授予方先觉四等寶鼎勳章。

### 驰援常德
1943年11月，第10军奉军事委员会之命驰援常德友军。方先觉根据敌情判断，日军有抢占德山的可能。为此，方先觉决定以所属第3师为右路抢占德山，预10师为左路向常德南站推进，第190师则为军预备队随后跟进。26日，周庆祥的第3师被日军阻于兴隆店无法前进，方先觉闻讯亲率军部进至兴隆店督战。战后军委会肯定了方先觉在常德会战中所作的贡献，委员长蔣中正还特送方先觉一匾，题词“忠义表天地”。

### 坚守衡阳
1944年，衡阳保卫战爆发，方先觉率领国民革命军陆军第10军以孤立无援的病惫之师抗击近6倍于己的日军，血战了整整47天。衡阳保卫战是中国抗战史上敌我双方伤亡最多，中国军队正面交战时间最长的城市攻防战，被誉为“东方的莫斯科保卫战”。

### 保全军民
1944年8月7日傍晚，方先觉召集4个师长商讨最后的行动方案。方说：“不是我们对不起国家，而是国家对不起我们；不是我们不要国家，而是国家不要我们！”方指示手下拟出几项投降条件，大意：要求保留第10军建制；要求日军进城不杀害俘虏；要求日军对受伤官兵给以人道待遇；要求日军立即停火；要求日军派飞机送方先觉到南京见汪精卫。8月8日，日军接受方部投降，但拒绝其条件，方最终接受无条件投降。此战虽败，但以死伤1.6万人的代价令日军死伤1.9万人。这个数字超过了衡阳守军的全部人数。此后，方先觉辗转回到重庆，受到蒋介石的表彰。

## 家庭
- 第一任妻子：周蕴华（1912年6月6日－2003年10月28日），1929年结婚。育有七子二女。
  - 儿子：方略（1930年8月25日－2019年6月28日）、方畯、方德生、方庆智、方庆信、方庆达、方庆中
  - 女儿：方莉莉（1944年）、方晓梅
- 第二任妻子：朴孝村。育有二子二女。
  - 儿子：方庆元、方庆亨
  - 女儿：方庆旭、方庆娴

## 链接
- 抗日名將方先覺 （页面存档备份，存于）
- 抗日战场(19)衡阳----全城炸剩三栋屋 （页面存档备份，存于）
- 人物追析:试析衡阳保卫战中方先觉投降日军事件 （页面存档备份，存于）
- 坚守衡阳四十七天的父亲方先觉 《国家人文历史 2012年1期》 （页面存档备份，存于）
- 我的父亲，衡阳守将方先觉 《民间影像 第二辑》 （页面存档备份，存于）